# Zebrahead (album)
Zebrahead, noto anche come Yellow, è il primo album della band statunitense Zebrahead, ed appartiene alla fase iniziale del gruppo in cui lo stile era orientato verso il funk metal/alternative metal. È stato pubblicato nel 1998 sotto la Doctor Dream Records.

## Tracce
1. Check – 2:11
2. All I Need – 3:09
3. Swing – 2:36
4. Walk Away – 3:15
5. Bootylicious Vinyl – 3:26
6. Hate – 1:58
7. Mindtrip – 2:14
8. Chrome – 1:49
9. Jag Off – 3:30
10. Song 10 – 2:10

## Formazione
- Justin Mauriello – voce
- Ali Tabatabaee – voce
- Greg Bergdorf – chitarra
- Ben Osmundson – basso
- Ed Udhus – batteria